# Военное востоковедение
Военное востоковедение — особый отдел ориенталистики, который занимается изучением военных аспектов географии, политики, экономики, истории и культуры стран Востока и Северной Африки. В Российской империи наиболее широко и плодотворно военное востоковедение развивалось в стенах Военной академии Генерального штаба. В Российской Федерации ведущим научным и учебным заведением является Военно-дипломатическая академия Генерального Штаба Вооруженных Сил.

## Российское военное востоковедение
Можно предположить, что на заре существования первых государственных образований на территории современной России — удельных княжеств — уже существовали как отдельные лица, так и организации, осуществлявшие сбор, хранение и анализ разнообразной информации о странах Востока, включая и её военные аспекты.
В «допетровскую» эпоху главными государственными структурами, которые аккумулировали востоковедческую информацию, были, очевидно, Сибирский приказ и Тайный приказ. В пореформенную эпоху в Императорской России вплоть до наполеоновских войн информация о странах азиатского Востока и Северной Африки проходила по гражданскому ведомству — Министерству иностранных дел.
Добывание и обработка военной информации о странах Востока и Северной Африки получили систематический и целенаправленный характер в военном ведомстве Российской империи в XIX в. Большую и наиболее ценную часть военной востоковедческой информации добывали военные агенты (в будущем — военные атташе) при российских посольствах и консульствах за рубежом, офицеры квартирмейстерской службы и офицеры Генерального штаба Российской армии. В XIX же веке получили широкое распространение так называемые военно-географические экспедиции, в том числе и в страны Востока. Доставляемые военному ведомству сведения имели форму записок, докладов, отчетов, обозрений, специальных описаний, словарей, координат и высот географических мест, схем, планов, чертежей, географических карт и другого.
Российские военные разведывательные органы в области востоковедения тесно сотрудничали с Министерством иностранных дел, при Учебном отделении которого функционировал Офицерский курс восточных языков, Русским Географическим обществом, Академией наук, университетами и институтами, а также с отдельными гражданскими лицами, имевшими полезную информацию востоковедческого характера.
Во второй половине XIX века сформировалась национальная российская научная школа военного востоковедения — одна из сильнейших наряду с ведущими в мире английской, голландской, французской и немецкой школами военного востоковедения.
После Октябрьской революции 1917 года и прихода к власти большевиков российское военное востоковедение чрезвычайно сильно расстроилось и в значительной степени пострадало как, впрочем, и вся российская военная наука в целом. Из страны эмигрировало около 2 млн человек, многие востоковеды скончались от лишений или погибли в годы Гражданской войны, были репрессированы. Возрождение военного востоковедения на новых идеологических и концептуальных основах произошло уже в 20-е годы XX века. Однако новые репрессии ВЧК-ОГПУ-НКВД в период перед Второй мировой войной в значительной степени обескровили российское военное востоковедение и многие потери оказались невосполнимыми.
В годы Второй мировой войны особое внимание российских военных востоковедов в значительной степени было обращено на Кавказ и страны — Турцию и Иран; Тува, Монголия, Северо-Восточный Китай, Япония, Курилы и Сахалин изучались как театры военных действий на Востоке.
К 60-м годам военное востоковедение в СССР вновь уже имело стройную структуру, научное обеспечение и сравнительно хорошее государственное финансирование. Сформировалась новая, сильная и жизнеспособная «советская» школа военного востоковедения, одна из сильнейших в мире. Традиционно школа эта опиралась на колоссальный объём разведывательной информации, наиболее ценную часть которой составляли сведения, добываемые агентами-нелегалами КГБ и ГРУ. Чрезвычайно широко практиковались и практикуются по настоящее время научные связи с Министерством иностранных дел, Российской Академией наук, институтскими и университетскими кафедрами, научно-исследовательскими институтами, фондами и тому подобными гражданскими ведомствами востоковедческого профиля.
После распада СССР в 1991—1998 годах российское военное востоковедение понесло чувствительные утраты, но в настоящее время эта научная дисциплина вновь возрождается. Колоссальный пласт блестящих достижений «старого», — времен Императорской России, — военного востоковедения вновь вводится сегодня в широкий научный оборот, а имена замечательных российских военных востоковедов и их труды становятся известны не только современным научным кругам, но и широкой публике. Это новое «открытие» культурных достижений российского военного востоковедения — необычайно широких по охвату проблем и глубоких по научному качеству — делает честь всей российской науке. В силу своей очевидной «закрытости» военного востоковедения и сами российские военные востоковеды, и обширные их научные труды все ещё недостаточно изучены и сравнительно слабо введены в научный оборот.
Даже общее знакомство с научным наследием российского военного востоковедения XIX—XX веках позволяет сделать достоверный вывод о том, что военные востоковеды очень часто и во многих областях изучения Востока получили научные результаты, значительно превосходящие по объёму и качеству то, что было сделано их коллегами, принадлежащими к гражданским ведомствам. В некоторой степени это объясняется упрощенным механизмом выезда в ту или иную страну, подлежащую изучению, лучшим финансированием, налаженной военно-разведывательной системой связи для оперативной передачи информации, строгой отчетностью и сугубо военной структуризацией и методологией поиска, сбора и обработки востоковедческой информации.
Значительная часть исключительно ценной информации по странам Востока и Северной Африки, принадлежащая российскому военному ведомству, ещё не обнародована и, таким образом, не находится в научном обороте. Одна из причин такого положения — традиционная «закрытость» архивных фондов по проблематике военного востоковедения, доступ к которым имеет очень узкий круг официальных лиц.